# Simon von Athen
Simon von Athen ist bekannt als Verfasser eines pferdekundlichen Werkes im 5. Jahrhundert v. Chr. Es wird vermutet, dass er beruflich Pferdezüchter und Kavallerieoffizier war.
Seine Schriften gelten als die ersten griechischen Texte zoologischen Inhalts. Simon von Athen befasste sich nach heutiger Kenntnis überwiegend mit der Pferdezucht. Auch wenn sein Werk Περὶ ἱππικῆς (Peri hippikes, „Über die Reitkunst“) nicht erhalten ist, wurde ein Fragment als Textauszug in Xenophons gleichnamiger Schrift überliefert. Simons Schriften wurden noch im Hellenismus gelesen.